# Vuelo 283 de TAM Linhas Aéreas
El vuelo 283 de TAM Linhas Aéreas (OACI: TAM 283) fue un vuelo nacional, operado por TAM Linhas Aéreas, el avión era un Fokker 100, con una ruta programada desde el Aeropuerto Internacional de Vitória hacia el Aeropuerto de São Paulo-Congonhas, con escala en el Aeropuerto de São José dos Campos, en São José dos Campos. El 9 de julio de 1997, mientras volaba sobre el nivel de vuelo 080, en Suzano, la aeronave sufrió una explosión repentina en la cabina de pasajeros y dejó un agujero de 2 metros de diámetro, entre los asientos 18 y 20, y acabó provocando la expulsión del pasajero Fernando Caldeira de Moura Campos del avión, causándole la muerte. Los pilotos lograron realizar un aterrizaje de emergencia en Congonhas. De los 60 pasajeros y tripulantes a bordo, seis resultaron heridos y uno murió.

## Aeronave y tripulación

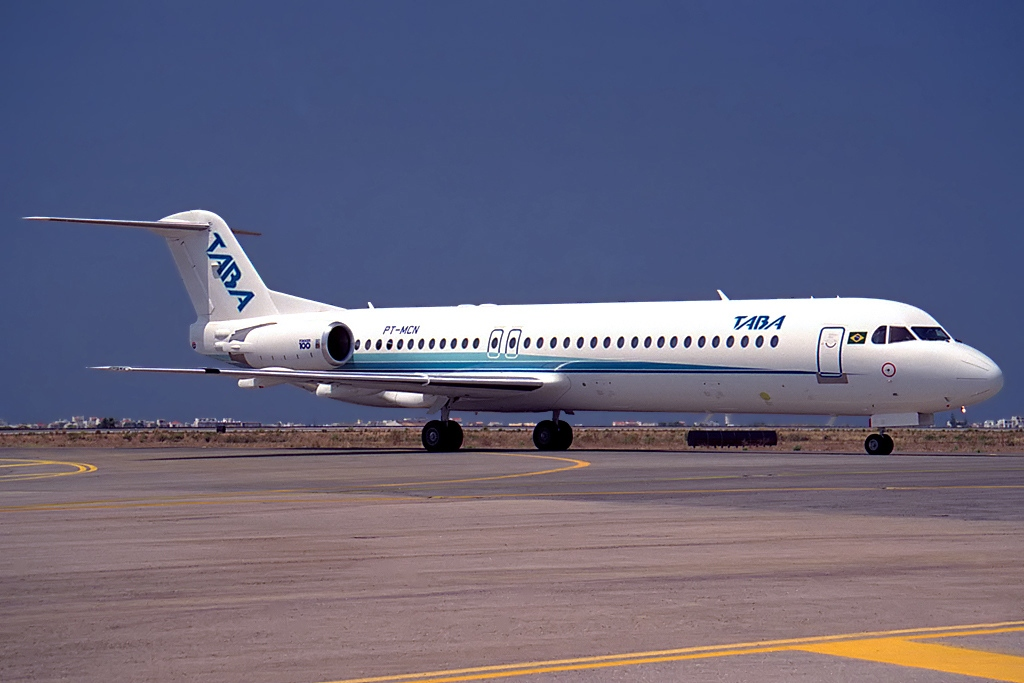
El avión con la líbrea de TABA poco después de ser entregado por Fokker.

El avión era un bimotor Fokker 100, fabricado por Fokker en 1993. Fue entregado a TABA en julio del mismo año con la matrícula PT-MCN. Posteriormente fue entregado a Aircraft Finance & Trading con la matrícula PH-RRN en diciembre de 1995. En enero de 1996, el avión fue entregado a TAM Linhas Aéreas con la matrícula PT-WHK. Después del accidente, el avión fue devuelto a Aircraft Finance & Trading con la misma matrícula PH-RRN en diciembre de 2003. Fue arrendado a Girjet en abril de 2004 con la matrícula EC-IVO. Regresó a Aircraft Finance & Trading en febrero de 2008 después de la quiebra de Girjet y pronto fue entregado a OLT Express Germany en marzo de 2008 con la matrícula D-AOLG. Fue entregado a Avanti Air en enero de 2015 con la misma matrícula. Luego fue entregado a Network Aviation.
El comandante que piloteaba la aeronave era Humberto Ángel Scarel y tenía 18 años de experiencia como piloto, siendo esta la primera vez que volaba una aeronave en una situación donde la cabina estaba despresurizada. El primer oficial era Ricardo Della Volpe.

## Accidente
El vuelo 283 de TAM operó la ruta diaria entre Vitória y São Paulo. El 9 de julio de 1997, el vuelo fue operado por un Fokker 100, matrícula PT-WHK, pilotado por el comandante Humberto Ângelo Scarel y el copiloto Ricardo Della Volpe.
La aeronave despegó a las 8:30 de su escala programada en São José dos Campos con destino a São Paulo–Congonhas, y cuando alcanzó el nivel de vuelo 080 (aproximadamente 2.400 metros), después de 10 minutos de vuelo, sufrió una explosión repentina en la cabina de pasajeros, en la fila 18, asiento 18D. La explosión abrió un agujero en el fuselaje de 2 metros de diámetro , entre los asientos 18 y 20.
El ingeniero Fernando Caldeira de Moura Campos, que estaba sentado en el asiento 18E justo al lado de él, fue inmediatamente expulsado del avión desde una altura de 2.400 metros, a una velocidad de 160 m/s y al impactar contra el suelo el impacto creó un agujero de 1 metro de diámetro y 30 cm de profundidad, en la zona rural de la ciudad de Suzano, donde fue encontrado. Según el Grupo Aéreo de la Policía Militar de São Paulo, los restos del avión estaban esparcidos en un radio de 300 metros, en las afueras de la ciudad donde fue encontrado el cuerpo de Campos.
Sin embargo, a pesar de los importantes daños en el fuselaje, la tripulación de la aeronave logró realizar con éxito un aterrizaje de emergencia en São Paulo–Congonhas, aproximadamente 11 minutos después de la explosión. Sin embargo, en el momento de la explosión ni los pasajeros ni la tripulación se dieron cuenta de que el pasajero había sido arrojado fuera del avión, y solo se dieron cuenta de ello aproximadamente 1 hora después del aterrizaje.
El informe de autopsia emitido por el IML indicó que, pese a la explosión, era probable que el pasajero estuviera vivo y lúcido durante la caída, habiendo fallecido debido al violento impacto contra el suelo.
La Policía Federal y el Ministerio Público, luego de las investigaciones, identificaron al entonces profesor Leonardo Teodoro de Castro como el autor del artefacto explosivo y de la explosión en el interior de la aeronave. Sin embargo, tres días después de sobrevivir a la explosión, el profesor sufrió un accidente de autobús, perdiendo una cantidad sustancial de masa cerebral y pasando casi un año en coma en la UCI del Hospital de São Paulo. Tras salir de la UCI, quedó en un estado cercano a la demencia, y posteriormente se declaró incapaz de responder por sus acciones ante el tribunal. El profesor Leonardo Teodoro de Castro vive actualmente con una hermana en Divinópolis, Minas Gerais.

## Concecuencias
TAM anunció que el Fokker 100 con matrícula PT-WHK ya no estaba en posesión de la empresa. Según el Registro Aeronáutico Brasileño (RAB), de la Agencia Nacional de Aviación Civil (ANAC), la aeronave acabó teniendo su matrícula cancelada.